# Guadua
Las guaduas, guausdas, cañazas, carrizo, cañaa brava, ipas o tacuaras (Guadua spp.) son un género de plantas de la subfamilia del bambú, de la familia de las poáceas.
En el año de 1806 fue descrita por Alexander von Humboldt y Amadeo Bonpland quienes vieron esta planta en Venezuela y la llamaron Bambusa guadua, luego en 1822 fue clasificada por Carl Sigismund Kunth como Guadua angustifolia. Se considera como una de las plantas nativas más representativas de los bosques andinos.
Este recurso se utilizaba ya desde épocas remotas por parte de los primitivos pobladores de los Andes, y actualmente sigue siendo usada, especialmente en la región centro-occidental de Colombia. 
No se sabe a ciencia cierta el origen de la palabra guadua, aunque ciertos especialistas creen que podría ser venezolano. Estas versiones emergen de las variantes “guadúas”, “guafa” con las cuales se conoce esta planta en este país. También se suele emplar el término "guasdua" como nos recuerda la ciudad de Guasdualito, en Venezuela.

## Distribución territorial
Desde las zonas tropicales de México hasta el sur en la Argentina, exceptuando Chile y las islas del Caribe, la guadua crece en todos los países de Iberoamérica y en buena parte de los países asiáticos. En Argentina el género Guadua se ve representado por G. chacoensis, G. trinii, G. ramossisima y G. paraguayensis. El término tacuara se usa en el Río de la Plata para nombrar cañas de origen asiático, como Phyllostachys aurea.

## Uso

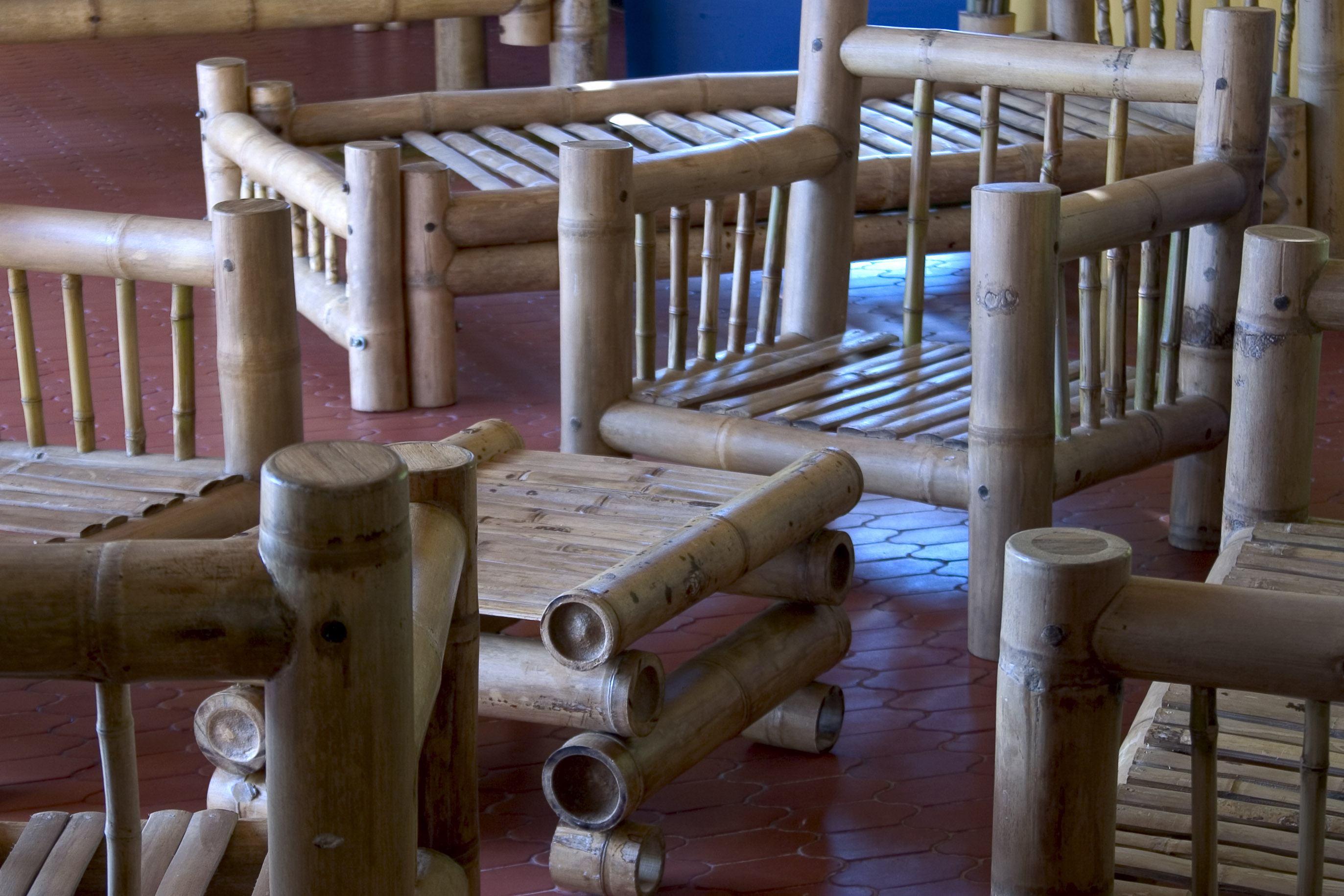
Muebles elaborados con Guadua en el Centro Nacional de Investigación de Bambú y Guadua. Córdoba, Quindío, Colombia

Su uso es tan antiguo que, según el libro ‘Nuevas técnicas de construcción en bambú’ (1978), en el Ecuador se han encontrado improntas de bambú en construcciones que se estima tienen 9500 años de antigüedad.
Puentes colgantes y atirantados de impresionante precisión de ingeniería, poderosas embarcaciones así como flautas, quenas y marimbas, fueron realizados por los incas con este recurso durante la época de preconquista, y después de ella durante la colonia, la especie fue la encargada de proteger a los indios y hasta pequeños pueblos del asedio de los españoles escondiéndolos tras sus espesuras.
Colombia, Ecuador y Panamá son los países de América que registran mayor tradición de uso, de hecho en estas zonas existieron las mayores extensiones de la especie en el continente.
En Colombia la guadua ha sido sometida a grandes presiones deforestadoras; de extensas áreas existentes ha pasado a pequeñas manchas boscosas ubicadas en las orillas de los ríos y en los bosques húmedos de las laderas de montaña, especialmente en los departamentos de Quindío, Risaralda, Caldas, Tolima, Valle del Cauca, Cundinamarca y Santander. La guadua es una planta de la familia del bambú, que aporta grandes beneficios a la tierra y a las personas, pues con ella se puede construir casi todos los elementos de una casa. Es de muy rápido desarrollo, toma de 4 a 6 años para madurar y comienza su proceso de descomposición aproximadamente a los 10 años.
En la conquista española y, mucho después, la colonización antioqueña al viejo Caldas, la guadua fue un importante material empleado en la construcción de sus casas, de los utensilios caseros, herramientas de caza, ganadería y agricultura y hasta los acueductos.
Fernando Calzadilla Valdés, en su obra Por los Llanos de Apure señala que las lanzas que usaban los jinetes del ejército patriota en la campaña del Sur estaban elaborados con cañas de guasdua, un material liviano y de gran dureza, que podía usarse como lanza en los combates para causar estragos entre la población realista ()

## Aprovechamiento
El aprovechamiento es una práctica silvicultural de mantenimiento y mejoramiento del guadual. Puede definirse como una práctica silvicultural que procura crear condiciones favorables en el guadual, lo que implica el mejoramiento de la regeneración natural y de la composición estructural, que aseguran el máximo rendimiento sostenible. El aprovechamiento no solo pretende obtener los máximos ingresos posibles del recurso. 
En los bosques de guadua, el proceso de sucesión, se puede considerar como progresivo cuando su manejo muestra el guadual en equilibrio biológico, contrario cuando se produce alguna alteración o deterioro en su estructura, producto de una intervención natural o artificial caso en el cual se considera que el guadual comienza a presentar una sucesión regresiva, lo cual puede ocasionar su completa desaparición. 
Para evitar lo anterior es necesario conocer y diferenciar todos y cada uno de los elementos que conforman el guadual. Su conocimiento permite aprovechamientos técnicos, además de conocer su dinámica dentro del proceso de productividad del guadual. 
Entre las causas que ocasionan la llamada sucesión regresiva del guadual está el no manejo, ya que si los guaduales no se aprovechan tienden a degradarse por exceso de individuos en determinado momento y/o por disminución de la actividad biológica o dinámica del guadual. 
Por lo expuesto anteriormente los guaduales deben intervenirse periódicamente para regular el espacio vital de sus individuos y para favorecer una mayor aparición de rebrotes o renuevos. En Colombia, se han realizado investigaciones sobre aprovechamientos técnicos debido a que la gran mayoría de bosques se encuentran muy densos por falta de manejo, o muy intervenidos por una explotación antitécnica. 
Es necesario determinar para cada sitio, el ciclo de corte o periodo de corte a transcurrir entre un aprovechamiento y otro, y la intensidad de corte, o sea la cantidad y clase de individuos a extraer en cada ocasión, siendo esto lo que constituye propiamente el Plan de manejo técnico de un guadual. 
Con el aprovechamiento técnico se busca obtener un equilibrio en el bosque, en el ambiente y que a través de él, se obtengan ingresos según el manejo sostenible del recurso. 
Los planes de manejo se basan casi exclusivamente en el número de guaduas adultas o “hechas” que reporte el inventario de existencia, es decir, la importancia del rodal se limita al número de guaduas aprovechables. 
Los aprovechamientos comerciales se basan principalmente en el sistema de entresaca determinando la cantidad de tallos en porcentajes de acuerdo con el estado de cada guadual y la edad de corte, planteándose como la ideal, cuando la guadua cambia de color, pues se pasa de verde a amarillo, siendo invadida por líquenes que le dan la tonalidad ceniza, blancuzca o “rucia”, produciéndose esta coloración aproximadamente a los 5 o 6 años de edad del tallo. 
Para conocer el aprovechamiento, es necesario conocer una serie de conceptos técnicos que ayudaran a hacer aprovechamientos más racionales.

## Conceptos básicos de aprovechamiento

### Ciclo vegetativo
Es el tiempo transcurrido desde la aparición del rebrote continuando con todas sus fases vegetativas hasta la inactividad total de la planta o fase de secamiento del tallo.

### Turno
Es el tiempo transcurrido desde la aparición del rebrote hasta el momento en que es aprovechado como guadua. 

### Tiempo de pausa o de paso
Es el tiempo que permanece la guadua en determinada fase vegetativa, antes de pasar a una fase inmediatamente superior. 
Los aprovechamientos técnicos se basan en la extracción de un porcentaje determinado de guaduas maduras o "hechas" únicamente, lo que implica conocer muy bien las fases de desarrollo de un guadual, fácilmente distinguibles a nivel de campo, a saber: 
- Rebrote o renuevo: esta primera fase de desarrollo del guadual comprende desde la aparición del rebrote hasta cuando llega a su máxima altura, sin presencia de ramas apicales o superiores; a veces aparecen ramas basales o ganchos. En esta fase el tallo siempre está cubierto por hojas caulinares o "capachos" tanto en su parte basal o bajera, como en su parte apical o superior.

- Guadua juvenil o "biche": en esta fase, el tallo elimina todas sus hojas caulinares de su parte superior y conserva las basales. Hay presencia de ramas apicales y crece gradualmente el follaje de la planta. Los entrenudos son de color verde intenso y las bandas nodales se siguen apreciando claramente. Los tallos en esta fase tampoco se deben cortar.

- Guadua adulta, madura, o "hecha": el tallo se cubre de manchas liquenosas, se atenúan las bandas nodales y aparecen algunos musgos en los nudos, no hay hojas caulinares en ninguna parte del tallo y la guadua adquiere su mayor grado de resistencia. Por el color blanquecino se les denominan "Guaduas Rucias" y generalmente se encuentran en el interior del guadual. Son las únicas guaduas que se pueden aprovechar.

- Guadua seca: no hay presencia de follaje y los tallos son de color ocre o amarillo pálido. No se deben dejar llegar los guaduales a ese estado por cuanto en él, los tallos pierden su resistencia y además se está impidiendo la generación de chusquines o rebrotes.

### Ciclo de corte
Es el tiempo transcurrido entre dos aprovechamientos sucesivos sobre un mismo bosque. Este depende de la posibilidad del guadual. Lo primordial para el corte de una guadua es tener en cuenta los cambios de luna por eso es recomendable cortarla en luna menguante ya que esta ejerce presión sobre el agua llevándola hasta su raíz y así esta la guadua en mejor condición para su aprovechamiento. También debemos tener en cuenta las manchitas blancas que les aparecen desde arriba hasta abajo.

### Posibilidad
Es el volumen o número de guaduas que se pueden aprovechar en un periodo determinado buscándose asegurar el máximo rendimiento sostenible. La posibilidad depende del producto deseado, de la composición estructural, de la dinámica en la regeneración natural, del turno, del tiempo de pausa y del área a aprovechar. 

## Plan de manejo técnico
El plan de manejo técnico lo constituyen el ciclo de corte, la intensidad de corte y las técnicas de aprovechamiento.

### Técnicas de aprovechamiento
Para la extracción de cualquier cantidad de tallos de un guadual, es indispensable obtener la licencia de aprovechamiento y tener en cuenta que los aprovechamientos deben estar supervisados por profesionales competentes. [cita requerida]
Una vez conocidas las fases de desarrollo del guadual se procede a realizar muestreos, donde se contabiliza el número de individuos (tallos) por cada fase de desarrollo. Esta labor se efectúa a través de parcelas de muestreo de 10 m x  10 m x 10 m en cuadro. 
El número de tallos a entresacar está sujeto a estudios técnicos que determinen la intensidad o índice de corte. 
El aprovechamiento de los tallos debe estar dirigido a los maduros, pero dentro de esta fase se deben seleccionar los más avanzados, analizando las características ya mencionadas.
Conociendo el número de guaduas maduras o "hechas" por hectárea, se puede extraer un porcentaje de este tipo de guaduas. El índice de aprovechamiento generalmente es del 35 % de guaduas maduras. Aprovechamientos mayores implican desbalances fisiológicos del guadual y susceptibilidad a volcamientos de rebrotes y guaduas jóvenes ocasionados por borrascas, vientos fuertes, vendavales y tempestades. 
La entresaca debe hacerse uniformemente en toda el área del guadual y los cortes de los tallos deben realizarse a la altura del primer o segundo nudo y a ras. Se deben evitar los cortes que dejan una concavidad o "pocillo", la cual favorece depósitos de agua que ocasionan pudriciones de la planta. 
Se deben cortar todos los tallos enfermos, secos en pie o secos partidos. La copa con sus ramas y demás partes no utilizables de la guadua se deben repicar y esparcir uniformemente dentro del guadual, pues su descomposición genera materia orgánica. Cuando la intervención se hace cerca de corrientes o depósitos de agua, debe evitarse arrojar desechos que obstaculicen su libre curso. 
El corte de los tallos al amanecer entre las 3.00 y las 5.00, implica obtenerlos con menor contenido de humedad y menores concentraciones de carbohidratos, por lo tanto más resistentes a los ataques de insectos y hongos. Todos los tallos cortados, se deben dejar dentro del guadual en posición vertical aproximadamente de 20 a 30 días, luego se secan preferiblemente a la sombra. 
Los cortes de los tallos se deben hacer a ras del primero o segundo nudo evitando espacios huecos en el tocón que favorezcan depósitos de agua y consecuente pudrición del rizoma.

### Usos de la Guadua en la construcción
Desde hace siglos[¿cuándo?] la guadua angustifolia ha sido utilizada tradicionalmente como material de construcción, y ahora, debido a la corriente actual de búsqueda de materiales para el desarrollo sostenible, esta planta ha ganado un espacio en la construcción. Desde viviendas de zonas rurales construidas con bahareque en las cuales el armazón se construye con cañas de guadua, hasta para exportación en proyectos desarrollados en países donde está planta no existe. También se han construido casas con técnicas mixtas.[cita requerida]